# آسا آبلوی
آسا آبلوی (به سوئدی: Assa Abloy) شرکت تولید تجهیزات امنیتی سوئدی است، که به‌عنوان بزرگترین فروشنده قفل در جهان شناخته می‌شود.
شرکت آسا آبلوی در سال ۱۹۹۴ تشکیل شد، زمانیکه شرکت آسا آب از شرکت امنیتی سوئدی سکیوریتاس جدا گردید. مدت کوتاهی پس از آن، آسا آب، شرکت فنلاندی تولیدکننده قفل‌های امنیتی؛ آبلوی اوی، که یک شرکت تابعه از شرکت فنلاندی وارتسیلا بود را، به دست آورد. در پی آن، این شرکت تحت نام آسا آبلوی، در فهرست بازار بورس استکهلم ذکر گردید.
آسا آبلوی هم‌اکنون مالک برندهای قفل ییل، سارجنت و شرکت مدیکو در ایالات متحده، مول-تی-لاک در اسرائیل، فیچت در فرانسه و وینگ‌کاردالسیف در نروژ می‌باشد. شرکت آسا آبلوی در حال حاضر، توسط گوستاو داگلاس و از طریق شرکت لاتور مدیریت و کنترل می‌شود.
شرکت آبلوی اوی که در کنار شرکت آسا آب از سرمایه گذاران اصلی آسا آبلوی هستند.